# 阮玉柔儀
春來公主阮玉柔儀（越南语：／；1833年11月22日—1907年1月10日），越南阮朝明命帝第四十四女，生母麗嬪阮氏翠竹。

## 生平
明命十四年十月十一日（1833年11月22日），阮玉柔儀在順化皇城出生。嗣德四年（1851年），公主19歲，下嫁駙馬都尉阮廷賜。嗣德二十二年（1869年），嗣德帝封柔儀為春來公主。成泰十八年十一月二十六日（1907年1月10日），公主去世，享年七十四歲，諡號不詳，葬於承天府香水縣居正總楊春上社（今屬承天順化省香水市社）。